# 風間彦五郎
風間 彦五郎（かざま ひこごろう）は、日本の陸軍軍人。最終階級は陸軍中尉、酒田風間氏宗家第九代当主。

## 略歴
- 1870年5月15日（明治3年4月15日） - 羽前国飽海郡酒田（現・山形県酒田市）に、風間吉太郎の長男として生れる。
- 1881年（明治14年）9月25日 - 明治天皇が酒田に巡幸し、翌9月26日琢成学校に行幸の際、彦五郎は小学児童代表として『智氏家訓 修身之章』を講ずる。
- 日清戦争に従軍。
- 1898年（明治31年）2月23日 - 任 陸軍歩兵少尉[1]
- 日露戦争に従軍。
- 1905年（明治38年）
  - 1月13日 - 任 陸軍歩兵中尉[2]
  - 1月28日 - 黒溝台会戦にて清国盛京省老橋で戦死（負傷後死亡[3]）。法名「法覚院釈義彦」

## 栄典
位階
- 1898年（明治31年）4月16日 - 正八位[4]
- 1905年（明治38年）1月28日 - 従七位[5]

勲章等
- 1895年（明治28年）11月18日 - 明治二十七八年従軍記章[6]
- 1896年（明治29年）6月9日 - 勲八等瑞宝章[7]
- 1905年（明治38年）1月28日 - 功五級金鵄勲章・勲六等単光旭日章[8]
- 1906年（明治39年）
  - 3月27日 - 靖国神社合祀[9]
  - 4月1日 - 明治三十七八年従軍記章[10]

## 家族
- 父：風間吉太郎 - 酒田町会議員、酒田風間氏宗家 第八代当主
- 婿養子：風間満季 - 陸軍大佐、酒田風間氏宗家 第十代当主
- 長女：風間豊 - 満季 妻